# Dazhbog Patera

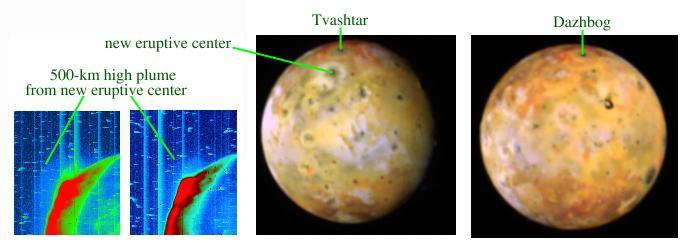
Localización de Dazhbog (derecha)

Dazhbog Patera es un cráter volcánico de Ío, una de las lunas de Júpiter. Tiene un diámetro de 118,36 km. Su nomenclatura viene dada por Dažbog, diosa del sol en la mitología eslava.
Este volcán es difícil de diferenciar de otros volcanes y accidentes geológicos en algunas imágenes del satélite. Algunos ejemplos son las imágenes tomadas por el Voyager, donde su caldera es prominente con un suelo rojizo oscuro y un halo en torno al mismo; sin embargo, en el Galileo no queda clara su situación. Se podría pensar que se trata de un volcán inactivo; no obstante, en julio de 1998 el telescopio espacial Hubble, mediante instrumentos NICMOS, detectó un punto caliente en la zona.